# Maeve Quinlan
Maeve Quinlan (Chicago, 16 novembre 1964) è un'attrice ed ex tennista statunitense.

## Biografia
Prima di intraprendere la carriera di attrice era un'eccellente giocatrice  di tennis, tanto da rientrare tra le prime centocinque del mondo. Partecipò al torneo Roland Garros e al Virginia Slims Tour.
Ha ottenuto la fama internazionale grazie al personaggio di Megan Conley nella soap opera Beautiful, ruolo ricoperto dal 1992 al 2004. Megan è stata la segretaria della Forrester Creations nonché amica di Brooke Logan (Katherine Kelly Lang).
Conclusa la partecipazione a Beautiful, dal 2005 al 2008 ha interpretato Paula Carlin, una delle protagoniste del telefilm A sud del Paradiso, mentre dal 2008 al 2011 è apparsa in diversi episodi del telefilm 90210, nella parte di Constance.
Nella sua carriera ha interpretato anche diversi film, tra cui Partita col destino (1999) con Luke Perry, Incontriamoci a Las Vegas (1999) con Antonio Banderas e Cuori di vetro (2009).
È stata sposata con l'attore Tom Sizemore.

## Filmografia parziale

### Cinema
- Partita col destino (The Florentine), regia di Nick Stagliano (1999)
- Incontriamoci a Las Vegas (Play It to the Bone), regia di Ron Shelton (1999)
- Totally blonde, regia di Andrew Van Slee (2001)
- Instinct to Kill, regia di Gustavo Graef Marino (2001)
- Ken Park, regia di Larry Clark (2002)
- The Drone Virus, regia di Damon O'Steen (2004)
- Criminal, regia di Gregory Jacobs (2004)
- Primal Doubt, regia di Yelena Lanskaya (2007)
- Cuori di vetro (Not Easily Broken), regia di Bill Duke (2009)
- Dirty Girl, regia di Abe Sylvia (2010)
- Divorzio d'amore (Divorce Invitation), regia di S.V. Krishna Reddy (2012)
- Gravidanze pericolose ( Double Daddy), regia di Lee Friedlander (2015)
- Mamma a tutti i costi ( The Surrogate), regia di Isak Borg/Dena Hysell-Cornejo (2018)
- Tra le braccia sbagliate ( Beware the Night Nurse), regia di Lindsay Hartley (2023)

### Televisione
- Beautiful (The Bold and the Beautiful) - soap opera, 334 episodi (1995-2006)
- JAG - Avvocati in divisa (JAG) - serie TV, 1 episodio (2001)
- Un fidanzato per Natale (A Boyfriend for Christmas), regia di Kevin Connor - film TV (2004)
- McBride - Scambio di identità (McBride: The Chameleon Murder), regia di Kevin Connor  - film TV (2005)
- Il passato di uno sconosciuto (Primal Doubt), regia di Yelena Lanskaya  - film TV (2007)
- A sud del Paradiso (South of Nowhere) - serie TV, 42 episodi (2005-2008)
- Life - serie TV, 2 episodi (2008)
- 90210 - serie TV, 8 episodi (2008-2011)
- Fino all'ultimo inganno (Teenage Bank Heist), regia di Doug Campbell – film TV (2012)
- Un Magico Natale (A Magic Christmas), regia di R. Michael Givens - film TV (2014)
- Ambizioni pericolose ( A Job to Die For), regia di David Benullo - film TV (2022)

## Doppiatrici italiane
Nelle versioni in italiano delle opere in cui ha recitato, Maeve Quinlan è stata doppiata da:
- Antonella Rinaldi in Beautiful
- Roberta Greganti in A sud del Paradiso
- Francesca Fiorentini in 90210
- Beatrice Margiotti in Divorzio d'amore